# NGC 6576
NGC 6576 ist eine Galaxie vom Hubble-Typ S? im Sternbild Herkules am Nordsternhimmel. Sie ist schätzungsweise 235 Millionen Lichtjahre von der Milchstraße entfernt und hat einen Durchmesser von etwa 40.000 Lichtjahren. Vermutlich bildet sie gemeinsam mit NGC 6577 ein gravitativ gebundenes Galaxienpaar.
Im selben Himmelsareal befinden sich u. a. die Galaxien NGC 6571, NGC 6579, NGC 6580, NGC 6586.
Das Objekt wurde am 7. August 1864 von Albert Marth entdeckt.